# Kenali Besar
Kenali Besar is een bestuurslaag in het regentschap Jambi van de provincie Jambi, Indonesië. Kenali Besar telt 30.040 inwoners (volkstelling 2010).